# Вилла Йозефа Тиссена

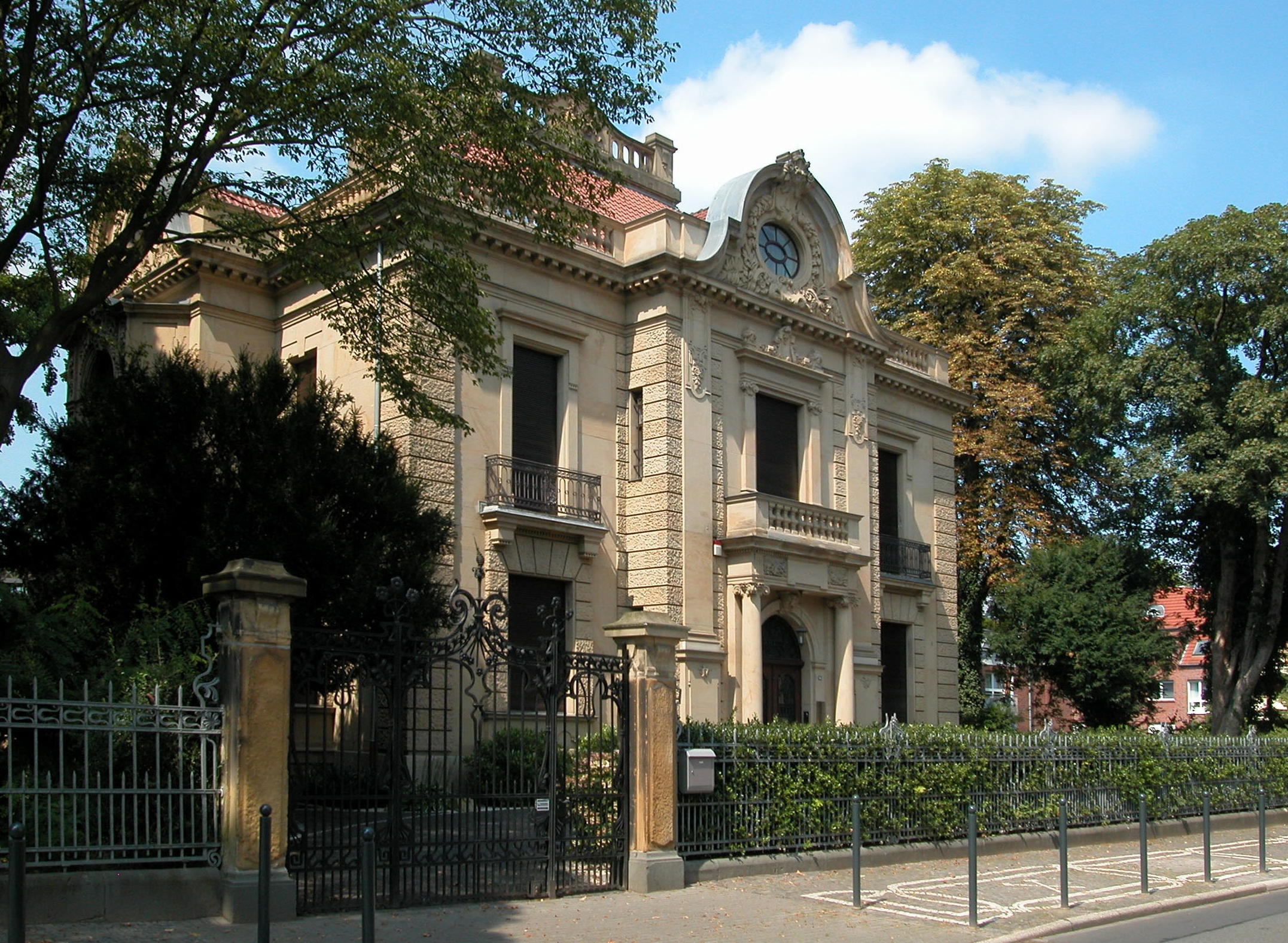
Фронтальный вид со стороны улицы Dohne

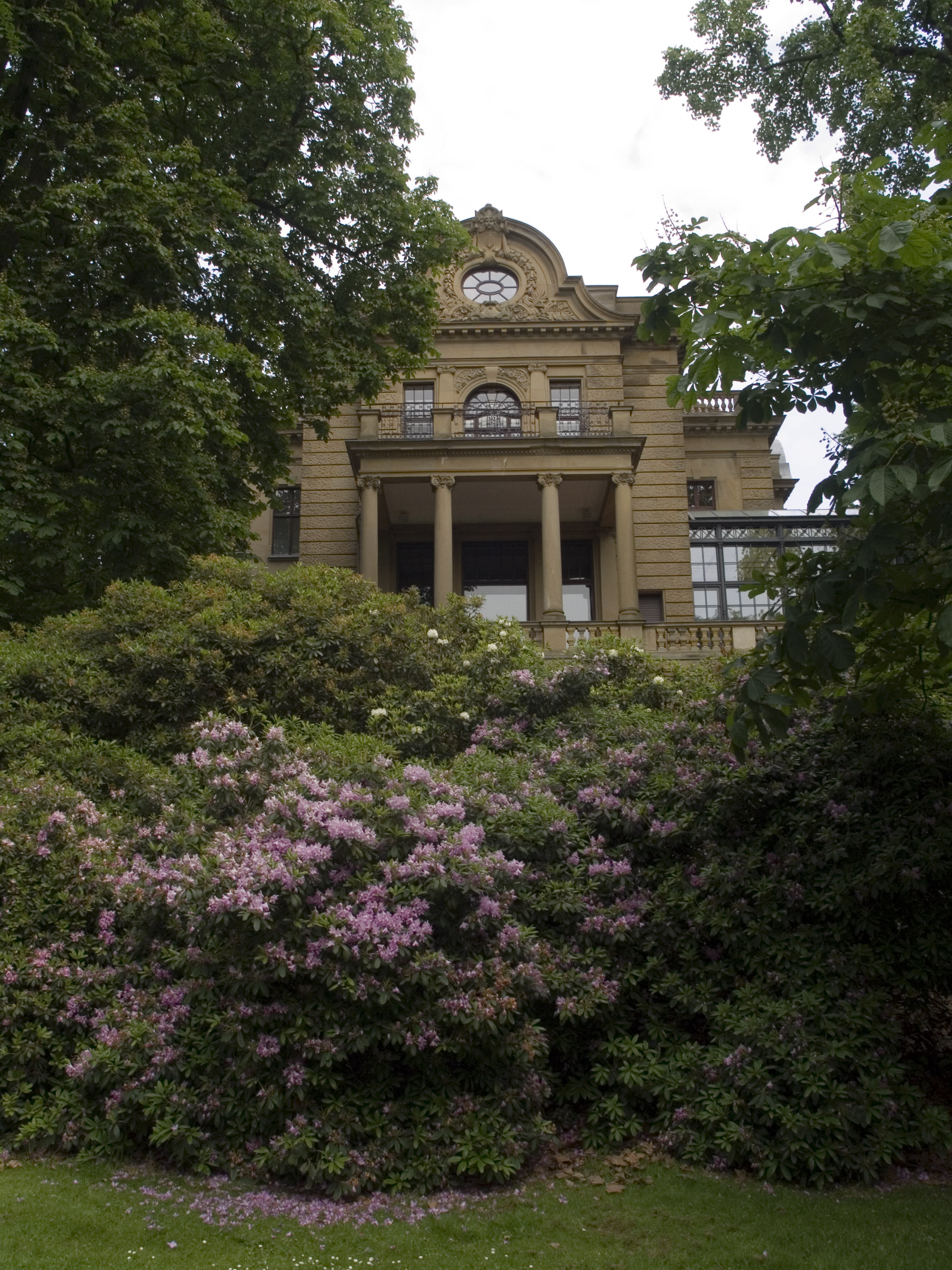
Вид со стороны Рура

Вилла Йозефа Тиссена (нем. Villa Josef Thyssen) — особняк в стиле барокко в центральной части немецкого города Мюльхайм-ан-дер-Рур (федеральная земля Северный Рейн — Вестфалия). Здание расположено на улице Dohne. Тыльная сторона виллы обращена к парку на берегу Рура.

Вилла была построена в 1898-1900 годах по планам берлинских архитекторов Генриха Йозефа Кайзера (de:Heinrich Joseph Kayser) и Карла фон Гроссхайма (de:Karl von Großheim) для крупного промышленника Йозефа Тиссена (de:Joseph Thyssen) — младшего брата Августа Тиссена (de:August Thyssen), основателя корпорации «Thyssen AG».

18 сентября 1984 года вилла Тиссена была взята под охрану государства как памятник истории и архитектуры. Также она является тематическим пунктом регионального проекта «Путь индустриальной культуры» Рурского региона.

С 1984 по июль 2004 года в вилле располагался «Центр по инновациям и технологиям». Затем здание пустовало до 2008 года, когда было продано в частное владение.